# I due della legione
I due della legione è un film del 1962 diretto da Lucio Fulci. 
Conosciuto anche come I due della legione straniera.

## Trama
Franco e Ciccio, giunti dalla Sicilia a Napoli, vengono accusati di aver ucciso il boss della camorra e sono quindi costretti a fuggire ed arruolarsi nella Legione straniera. Poco tempo dopo il colonnello vede in loro gli unici due capaci di scoprire il traffico illecito di armi controllato dal ribelle Mustafà e la taverna della Nicchia. Sebbene siano totalmente imbranati, Franco e Ciccio riescono a scoprire la congiura.

## Produzione
Il film venne girato a Napoli.